# Малый Самовец (Тамбовская область)
Малый Самовец — село в Петровском районе Тамбовской области России. 
Входит в Петровский сельсовет.

## История
До 2013 года село являлось административным центром Самовецкого сельсовета (в 2002 году население сельсовета составляло 480 человек).

## География
Село расположено в 10 километрах к северо-западу от районного центра, села Петровского. Находится на реке Самовец.
Улицы
В селе шесть улиц:
- ул. Заречная
- ул. Советская
- ул. им Шуваева
- ул. Совхозная
- ул. Молодежная
- ул. Школьная

## Население
| 2002 | 2010 |
| ---- | ---- |
| 380  | ↘230 |

Население по переписи 2002 года — 380 человек.
Национальный состав
Согласно результатам переписи 2002 года, в национальной структуре населения русские составляли 98 % от жителей.